# Vriesea dissitiflora
Vriesea dissitiflora là một loài thực vật có hoa trong họ Bromeliaceae. Loài này được (C.Wright) Mez miêu tả khoa học đầu tiên năm 1896.